# Saint-Marc-à-Frongier
Saint-Marc-à-Frongier település Franciaországban, Creuse megyében. Lakosainak száma 427 fő (2022. január 1.). Saint-Marc-à-Frongier Aubusson, Blessac, Saint-Michel-de-Veisse, Saint-Quentin-la-Chabanne és Vallière községekkel határos.

## Népesség
A település népessége az elmúlt években az alábbi módon változott:
| Lakosok száma | 394  | 376  | 407  | 351  | 383  | 416  | 425  | 426  | 426  | 427  |
|               | 1968 | 1982 | 1990 | 2006 | 2013 | 2015 | 2017 | 2019 | 2020 | 2022 |